# Rauf Fico
Rauf Fico bég, albánul Rauf Bej Fico (Szanaa, 1881. március 13. – Tirana, 1944. január 23.) albán politikus, diplomata. Oszmán birodalmi köztisztviselői karrierjét követően az 1920-as évektől Amet Zogu politikájának támogatója volt. 1921-ben két hétig, majd 1930-ban nyolc hónapig volt Albánia belügyminisztere, 1929–1930-ban pedig másfél éven át irányította a külügyi tárcát. 1926 és 1939 között több állomáshelyen látta el hazája diplomáciai képviseletét.

## Életútja
Gjirokastrai származású muszlim családban született a jemeni Szanaában. Középfokú tanulmányait az észak-albániai Szkutari (ma Shkodra) oszmán iskolájában végezte el, majd 1903-ban a konstantinápolyi Mekteb-i Mülkiyén szerzett közigazgatási oklevelet. Végzése évében a janinai váli hivatalába osztották be. 1906-ig dolgozott ott, amikor kinevezték az epiruszi Konicse (ma Kónica) kajmakámjává. 1909-től rövid ideig Himara és Marglics (ma Margaríti), 1910–1911-ben az Ankara melletti Jabanabad (ma Kızılcahamam), 1911–1912-ben pedig a macedóniai Kircsova (ma Kicsevo) kajmakámi tisztségét töltötte be. 1912–1913-ban a Kajszeri szandzsák adminisztrációjának élén állt mutesarifként. Köztisztviselői pályafutásával párhuzamosan az ifjútörök mozgalom politikáját támogatta, 1908-ban rövid időre a hatóságok Ankarába internálták. 1908 novemberében részt vett az egységes albán ábécé kérdésében döntő manasztiri kongresszuson.
1913-ban bekapcsolódott az előző év végén függetlenségét kikiáltó Albánia politikai életébe. Először rövid ideig a vlorai Qemali-kormány külügyminisztériumának tanácsosa, majd 1913 novemberétől 1914 januárjáig Berat prefektusa volt. 1914 márciusától Turhan Përmeti kormányfő kabinetfőnökeként tevékenykedett. Ezzel párhuzamosan a szerb területekről Albániába menekült muszlim albánok ügyeit intéző Muhaxhir Bizottság elnöki tisztét is betöltötte, rövid ideig pedig Vlora alpolgármestere volt. Az első világháború éveiben, 1916 februárjától 1919. január 12-éig Tirana alprefektusi tisztét töltötte be, nevéhez fűződik az első tiranai árvaház megszervezése és 1917. novemberi megnyitása.
1920-tól 1923-ig ismét az albán belügyminisztériumban végzett tanácsadói munkát. Ezzel párhuzamosan az 1921. decemberi sorozatos kormányválságok időszakában két héten keresztül, 1921. december 12-e és december 24-e között Idhomene Kosturi kormányának belügyminisztere volt. 1922 novemberétől rövid ideig Shkodra prefektusa volt. 1923-tól 1928-ig az albán nemzetgyűlés képviselőjeként politizált, időközben 1924 decemberétől egy hónapon át Vlora ügyvivő prefektusi tisztét is ellátta. 1925-ben ő vezette azt a korrupciós bizottságot, amelynek vizsgálata végül Myfit Libohova pénzügyminiszter lemondásához vezetett. 1926 februárjában indult diplomáciai pályafutása, 1928 júliusáig Albánia Szófiába is akkreditált ankarai követe volt, 1928–1929-ben pedig Belgrádban képviselte hazája érdekeit.
Az Albán Királyság kikiáltását követően hivatalba lépő Koço Kota kormányában 1929. április 18-ától vezette a külügyi tárcát. A kabinet feloszlását követően második kabinetjét 1930. március 6-án megalakító Pandeli Evangjeli is bizalmat szavazott neki, és 1930. november 3-áig folytathatta a külügyminiszteri munkát, ezzel párhuzamosan ügyvivőként a belügyi tárcát is irányította. 1930. novemberi lemondásához az vezetett, hogy az Albániában politikai-gazdasági hegemóniára törekvő olasz vezetés nem bízott a személyében. Fico indulatos ember hírében állt, diplomatához képest könnyen elragadták indulatai és az indiszkréció sem állt távol a személyétől. A lemondását követően adott egyik interjújában például teljes nyíltsággal beszélt az olasz politikai vezetők elviselhetetlen arroganciájáról és tisztességtelenségéről (jóllehet, később az olasz diplomácia nyomására helyreigazítást kért az újságtól).
1932-ben visszatért belgrádi állomáshelyére, és 1937-ig volt a jugoszláv fővárosban albán követ. 1937 decemberétől 1938 júliusáig Albánia athéni követe volt. Ezt követően kinevezték az akkor megszervezett berlini albán legátus első vezetőjének, megbízólevelét 1938. november 21-én nyújtotta át Adolf Hitlernek a berchtesgadeni Berghof rezidencián. Albánia 1939. április 7-ei megszállását követően júliusban diplomáciai megbízatása megszűnt, hazatérését követően pedig a megszálló hatóságok – Mehdi Frashëri és Lef Nosi társaságában – Olaszországba internálták.
Szabadságát 1943-ban, Olaszország kapitulációját követően nyerte vissza, ezután hazatért Albániába. 1943 novemberében részt vett az Abaz Kupi vezette legitimista Törvényesség megalapításában. Néhány hónappal később, 1944. január 23-án, hatvankét éves korában hunyt el Tiranában.